# Лонгбранч (Вашингтон)
Лонгбранч (енгл. Longbranch) насељено је место без административног статуса у америчкој савезној држави Вашингтон.

## Демографија
По попису из 2010. године број становника је 3.784.
| Група             | 2000.    | 2010.         |
| Белци             | 0 (0,0%) | 3.333 (88,1%) |
| Афроамериканци    | 0 (0,0%) | 39 (1,0%)     |
| Азијати           | 0 (0,0%) | 60 (1,6%)     |
| Хиспаноамериканци | 0 (0,0%) | 144 (3,8%)    |
| Укупно            | 0        | 3.784         |